# Lutayan
Lutayan es un municipio filipino de segunda categoría, situado al sur de la isla de Mindanao. Forma parte de la provincia de Sultán Kudarat situada en la Región Administrativa de Soccsksargen también denominada Región XII.
Para las elecciones está encuadrado en el Primer Distrito Electoral de esta provincia.

## Geografía
Municipio ribereño del lago de que comparte con su vecino, Buluán en Maguindanao.

### Barrios
El municipio de Lutayan se divide, a los efectos administrativos, en 11 barangayes o barrios, conforme a la siguiente relación:
| - Antong - Bayasong - Blingkong | - Lutayan - Maindang - Mamali | - Manili - Palavilla - Sampao | - Sisimán - Tamnag (Población) |  |

## Historia

### Influencia española
Este territorio formaba parte de la Capitanía General de Filipinas (1520-1898).
Hacia 1696 el capitán Rodríguez de Figueroa obtiene del gobierno español el derecho exclusivo de colonizar Mindanao.
El 1 de febrero de este año parte de Iloilo alcanzando la desembocadura del Río Grande de Mindanao, en lo que hoy se conoce como la ciudad de Cotabato.

### Independencia
El 8 de mayo de 1967 Lutayan fue segregado del término de Buluán en 1966, entonces comprendía los once sitios de entonces barrio de Lutayan: Los barrios de  Lutayan, Bayasong, Tamnag, Antong, Blingkong, Bulok, Talik, Kolondapok y Mamali, hasta entonces pertenecientes al municipio de Buluán, en la provincia de Cotabato, quedan segregados para formar un nuevo municipio ciyo ayuntamiento se sitúa en el barrio de Tamnag.
En ese momento la población de Lutayan estaba compuesta por un 70% musulmanes, un 25% de  colonos. El resto lo formaban montañeses y otros grupos étnicos minoritarios.
Su primer alcalde fue Bai Salilang Mangelen resultando elegido vicealcalde Juan Lacamento.